# Prigione di Alessandro
La prigione di Alessandro è un edificio storico di Yazd che prende il nome da un poema di Hafez in cui si parla delle terribili condizioni di detenzione. Tuttavia non è accertato che l'edificio sia stato fatto costruire da Alessandro Magno e utilizzato per imprigionare l'elite dominante del paese. Altre versioni riferiscono l'opposto, cioè che sia stato costruito per imprigionare l'invasore.
All'esterno è visibile una bella cupola in argilla cruda e decorata con opere in gesso e pittura d'oro e azzurro. Le caratteristiche architettoniche della cupola sono rintracciabili anche in altre cupole risalenti al periodo mongolo in Iran. L'edificio ospita una mostra dedicata alla città vecchia di Yazd e comprende dei negozi di artigianato locale.